# Kudagabalu, Nagamangala
Kudagabalu là một làng thuộc tehsil Nagamangala, huyện Mandya, bang Karnataka, Ấn Độ.